# Rinmans Grün

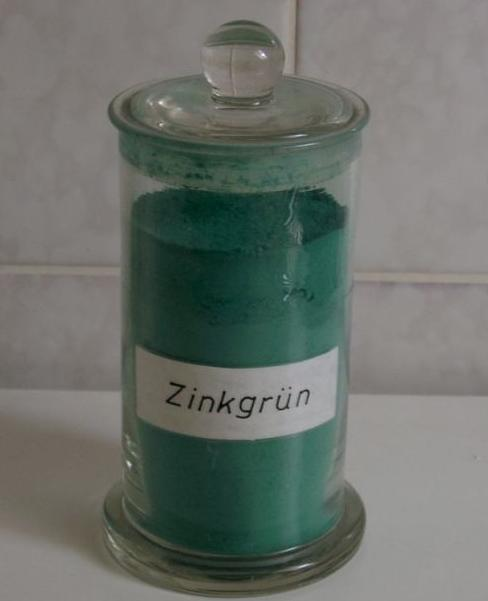
Zinkgrün

Das Pigment Rinmans Grün (auch Kobaltgrün oder Zinkgrün) wird vor allem für Ölfarben und Zementfarben verwendet. Das auch Cobaltgrün genannte Pigment ist ein türkisgrünes Pulver. Im Colour Index wird es unter der Nummer C.I. Pigment Green 19 geführt.

## Geschichte
Das Oxid wurde erstmals 1780 von dem Schweden Sven Rinman (1720–1792) erwähnt. Johan Arvid Hedvall untersuchte ab 1912 die Bildung von Rinmans Grün genauer. Diese erste systematische Untersuchung „des Reaktionsvermögens im festen Zustande“ gilt als Beginn der Festkörperchemie. Er erkannte, „daß diese Substanz keine chemische Verbindung sein kann, sondern ist vielmehr als eine feste Lösung zwischen ihren beiden Komponenten: CoO und ZnO aufzufassen“.

## Struktur und Zusammensetzung
Es handelt sich bei der Verbindung um eine feste Lösung von wenigen Prozent Cobalt(II)-oxid CoO in Zinkoxid ZnO. Die Co(II)-Ionen besetzen dabei Gitterplätze der Zn(II)-Ionen in der hexagonalen Wurtzit-Struktur des Zinkoxids. Die Angaben, wie viel Cobalt in das Wurtzit-Gitter des Zinkoxides eingebaut werden kann, bevor es zur Zweiphasigkeit durch Primärausscheidung von Cobaltoxid kommt, sind in der Literatur umstritten und reichen von 6,5 % bis 30 %. Der Grünton ist abhängig vom Cobaltanteil, mit steigendem Anteil wird das Farbmittel dunkler. Auch die Glühtemperatur hat Einfluss auf den Farbton. 
Es ist ein verbreiteter Irrtum, dem gewöhnlichen Rinmans Grün eine Spinellstruktur mit der Zusammensetzung ZnCo2O4 zuzuschreiben, wie es in den meisten Lehrbüchern beschrieben ist. Das gewöhnliche Rinmans Grün hat die hexagonale Wurtzit-Struktur des Zinkoxids. Der kubische Zink-Cobalt-Spinell ZnCo2O4 ist grün-schwarz.

## Herstellung
Rinmans Grün kann aus Gemischen von Zinksalzen und Cobaltsalzen hergestellt werden, die leicht zersetzlich sind, so aus Nitraten, Carbonaten oder Oxalaten. Diese Salze werden pulverisiert, gründlich miteinander vermengt oder zusammen aus wässriger Lösung ausgefällt und im Ofen geglüht.
{\displaystyle \mathrm {(1-x)\ ZnO+x\ Co(NO_{3})_{2}\longrightarrow Zn_{(1-x)}Co_{x}O+2x\ NO_{2}+{\tfrac {1}{2}}x\ O_{2}} } ,  mit   {\displaystyle \mathrm {x} \leq 0{,}02}
Bildung von Rinmans Grün beim Glühen mit Cobaltnitrat.

## Anwendung
Rinmans Grün ist ein beliebter Nachweis für Zink. Zinkoxid oder Zinkhydroxid wird auf einer Magnesiarinne mit einer geringen Menge einer stark verdünnten Cobaltnitratlösung versetzt. Beim schwachen Glühen in der oxidierenden Flamme entsteht Rinmans Grün.

## Spintronik
Möglicherweise eignet sich das Rinmans Grün – wie andere dotierte Zinkoxide – für den Einsatz in der Spintronik-Technologie. Die meisten Materialien, die die gewünschten Eigenschaften zeigen, müssen bis unter 75 K (ca. −200 °C) gekühlt werden. Rinmans Grün könnte hingegen bei Raumtemperatur funktionieren und damit für die Herstellung neuer nichtflüchtiger magnetischer Halbleiterspeicher interessant sein.